# Aradophagus trjapitzini
Aradophagus trjapitzini är en stekelart som först beskrevs av Lubomir Masner och Lars Huggert 1979.  Aradophagus trjapitzini ingår i släktet Aradophagus och familjen Scelionidae. Inga underarter finns listade.